# Marktsegmentrechnung
Die Marktsegmentrechnung (MSR) oder Kunden- und produktbezogene Deckungsbeitragsrechnung ist eine Methode zur Wirtschaftlichkeitsanalyse eines Unternehmens. Sie führt Produkt-, Kunden- sowie Organisationssicht in einem einheitlichen Informationssystem für die Planung und die Steuerung über Plan-/Ist-Vergleiche zusammen. Zusätzlich unterstützt die Marktsegmentrechnung Geschäftseinheiten wie Vertrieb, Marketing und Produktmanagement bei der strategischen Planung und Entscheidungsfindung im Unternehmen hinsichtlich Kunden- und Produktentwicklung. Die MSR stellt die Deckungsbeiträge nach Produkt und Kunde dar. In den Wertefluss der Marktsegmentrechnung münden Erlösinformationen aus dem Kundenauftrag und Kosteninformationen (Kostenstellenkosten) ein. Investitionen und aktivierte Eigenleistungen bleiben in der Regel unberücksichtigt und sind Bestandteil einer gesonderten Profit-Center-Rechnung.
Die Marktsegmentrechnung ist eine moderne Weiterentwicklung der klassischen Deckungsbeitragsrechnung, die aufgrund des Einsatzes von Datenbanken und der Vernetzung mit weiteren Informationssystemen eine wesentlich höhere Anzahl von Auswertemöglichkeiten insbesondere im Hinblick auf die Profitabilität von Kunden bietet.
Die Dimensionen der Auswertung werden in der Datenbank des ERP-Systems für die Produkt- und Kundenebene definiert. Oft sind dies Produkt, Produktgruppe, Produkthauptgruppe und Produktfamilie sowie Schlüsselkunde (Key Account), A-, B- und C-Kunde. Zusätzlich werden auch sonstige Auswertedimensionen definiert wie z. B. Profitcenter, Sparte, Geschäftsperiode, Auftrag oder Buchungskreis.
In der Marktsegmentrechnung wird der Deckungsbeitrag (DB) in allen Auswertungsdimensionen dargestellt.
In SAP-ERP-Systemen ist die Marktsegmentrechnung im Modul Controlling – Profitability Analysis (CO-PA) als „Ergebnis- und Marktsegmentrechnung“ abgebildet. Die Auswertedimensionen werden als „Merkmale“ bezeichnet.
Um zu ermitteln, welches Ergebnis mit dem Verkauf eines Produktes beim Kunden erzielt wird, müssen vom Verkaufserlös (Umsatz) verschiedene Kosten als Deckungsbeiträge abgezogen werden (Mehrstufige Deckungsbeitragsrechnung). Die variablen Kosten für die Herstellung eines Produktes werden als Deckungsbeitrag 1 (DB 1) vom Erlös abgezogen, die fixen Kosten für die Herstellung des Produktes bilden zusammen mit dem DB 1 den Deckungsbeitrag 2 (DB 2). Kosten, die nur einer ganzen Gruppe von Produkten zugeordnet werden können, werden anteilig zugeordnet und sind mit DB 2 Bestandteil des Deckungsbeitrags 3 (DB 3). Die anteiligen Kosten des Geschäftsbereichs bilden mit DB 3 den Deckungsbeitrag 4 und schließlich entsteht aus DB 4 durch anteilige Zurechnung der Kosten der Unternehmensleitung der Deckungsbeitrag 5.

## Beispiel
Am Beispiel eines kleinen bis mittleren, in Geschäftsbereiche gegliederten Unternehmens (KMU) sieht die Deckungsbeitragshierarchie wie folgt aus:
DB 1 dient der Steuerung der Kapazitätsauslastung. Die Abdeckung der variablen Kosten stellt die kurzfristige Preisuntergrenze eines Produktes dar.
DB 2 liefert die Information, inwieweit über die direkten Kosten der Leistungserstellung hinaus Ergebnisbeiträge durch das Produkt oder beim Kunden (Kundenprofitabilität) erwirtschaftet werden. Die Abdeckung der fixen Kosten stellt die langfristige Preisuntergrenze dar und ist eine wichtige Grundlage für die Preisfindung.
Nur bis DB 2 fließen Kosten ein, die Produkten direkt zugeordnet werden können, ab DB 3 ist somit eine Auswertung auf Kundensicht nur bedingt aussagefähig.
DB 3 liefert den Ergebnisbeitrag unter Berücksichtigung anteiliger Vertriebs- und Einkaufskosten.
DB 4 berücksichtigt zusätzlich die Overhead-Kosten von Geschäftsfeld, Marketing und Kommunikation und Projekten.
DB 5 ergänzt die Kosten der Unternehmensleitung wie Personalabteilung, Finanzen und Controlling, Rechtsabteilung, Unternehmenskommunikation, Betriebsrat, Versicherung, Kantine, Revision, Wirtschaftsprüfer, Steuerberater usw.
Das Verhältnis von dem nach Abzug von DB 5 verbleibenden Gewinn zum Umsatz ergibt die Kennzahl ROS (Return on Sales, Netto-Umsatzrendite).